# Historia de los judíos en Noruega
La historia de los judíos en Noruega se remonta hacia el año 1400. Los judíos son una de las más pequeñas minorías étnico-religiosas de Noruega. Tienen su mayor sinagoga en Oslo, y otra más pequeña en Trondheim (63 ° 25 'N) que es conocida erróneamente como la más septentrional del mundo (ocupa el quinto puesto en cuanto a su cercanía al Polo Norte, siendo la sinagoga de Murmansk en Rusia la más septentrional).[cita requerida]
Hacia 2023, la comunidad judía en Noruega contaba con aproximadamente unos 1.300 miembros, haciendo de ésta la segunda más pequeña entre los países nórdicos, solo por delante de la comunidad judía de Islandia.

## Historia
Gobernados por una serie de reyes noruegos, suecos y daneses, las políticas públicas contra los no-cristianos fueron en gran parte dictadas por decreto real. La primera mención conocida a los judíos en los documentos públicos se refiere a la admisibilidad de los llamados "judíos portugueses", es decir, aquellos judíos sefardíes que habían sido expulsados de España y Portugal en 1492 y 1497, respectivamente. Algunos de ellos fueron autorizados a residir en Noruega. El rey Cristián IV de Dinamarca-Noruega dio a los judíos derechos limitados para viajar dentro del reino, y en 1641, se les otorgó a los judíos asquenazíes derechos equivalentes.
Cristián V anuló estos últimos privilegios en 1687, vetando el establecimiento de judíos en Noruega, a menos que se les diera un permiso especial. Los judíos del reino fueron encarcelados y expulsados, y la prohibición mantenida hasta 1851.
En 1814, Noruega formuló su primera constitución que incluía en el segundo párrafo de una prohibición general contra el ingreso de judíos y jesuitas en el país. Los judíos portugueses quedaban fuera de la prohibición, pero parece que algunos aplican una carta de libre tránsito. Cuando Noruega entró en la unión personal de Suecia-Noruega , la prohibición contra judíos fue confirmada, a pesar de Suecia en ese momento había varias comunidades judías.
En 1852, un judío desembarcó por primera vez en Noruega con la intención de establecerse, si bien no fue hasta 1892 cuando existe una comunidad suficiente de judíos para formar una sinagoga en Oslo. La comunidad judía creció lentamente hasta la Segunda Guerra Mundial y apoyada por los refugiados a finales de 1930, alcanzó un máximo de 2.100 personas. Durante la ocupación nazi de Noruega casi todos los judíos fueron deportados a campos de exterminio o huyeron a Suecia y u otros países.  En 2018, el líder del Partido Rojo de ideología de izquierda en el parlamento de Noruega, Bjørnar Moxnes, nominó al movimiento BDS para el Premio Nobel de la Paz. En 2018, Trondheim, la tercera ciudad más grande de Noruega, aprobó una moción pidiendo a sus residentes que boicotearan productos israelíes, Tromsø, población 72.000, cuyo ayuntamiento aprobó una moción similar. Más del 40 % de los noruegos boicotean productos israelíes provenientes de la ocupación o están a favor de hacerlo, según una encuesta.
En la actualidad hay menos 700 judíos, principalmente en Oslo disminuyendo su numero en los últimos años los judíos en Noruega conforman el 0,003% de la población total. decreciendo en la última década, llegando a 747 en 2015. La mayor parte de ellos residen en Oslo.
En agosto de 2006, Jostein Gaarder publicó un artículo de opinión en el periódico Aftenposten sobre la actuación de Israel en los territorios ocupados y en la Guerra del Líbano. En 2011 Eskil Pedersen, líder de la liga juvenil de trabajadores (AUF por sus siglas en noruego), realizó una entrevista para el periódico Dagbladet, el segundo más importante de Noruega, donde llamó a apoyar al BSD, en igual sentido se pronunció el movimiento juvenil del Partido Laborista, AUF, se ha dedicado a promover la campaña de boicot a Israel. El periódico Dagbladet informa que «la AUF ha sido durante mucho tiempo partidario de un boicot internacional a Israel 
En 2016, el Consejo Municipal de Trondheim, la tercera ciudad de Noruega, decidió “evitar la compra de mercancías y servicios de los territorios ocupados por Israel debido a que continúa agresivamente en su política de conquista y los asentamientos ilegales se amplían".

### El Holocausto
Durante la guerra, la policía civil de Noruega en muchos casos ayudó a los ocupantes alemanes a detener a los judíos que no pudieron escapar a tiempo. Los registros muestran que durante el Holocausto, 758 judíos noruegos fueron asesinados por los nazis, en su mayoría en Auschwitz. Muchos de los judíos huidos durante la guerra no regresaron, y en 1946 quedaban solo 559 judíos en Noruega.

### La década de 1990, la Segunda Guerra Mundial y la restitución
Durante la ocupación nazi de Noruega casi todos los judíos fueron deportados o huyeron a Suecia y u otros países.  Alemania invadió Noruega el 8 y 9 de abril de 1940. Alemania intentó asegurar las bases navales noruegas y para garantizar los envíos fundamentales de minerales de hierro desde Suecia, de posición neutral. Noruega se rindió a Alemania el 10 de junio y el rey Haakon VII  huyo a Londres.  Los arrestos de los judíos comenzaron en el otoño de 1942, con el apoyo de la policía y las formaciones paramilitares noruegas a las SS y las unidades policiales alemanas. Durante la noche del 25 y 26 de noviembre de 1942, todos los judíos que quedaban en Oslo fueron encarcelados. La policía civil de Noruega en muchos casos ayudóa detener a los judíos que no pudieron escapar. durante el Holocausto 758 judíos noruegos fueron asesinados por los nazis, en su mayoría en Auschwitz. Muchos de los judíos huidos durante la guerra no regresaron, y en 1946 quedaban solo 559 judíos en Noruega.
En marzo de 1996, el Gobierno de Noruega nombró una Comisión cuyo mandato era "establecer lo que sucedió con las propiedades judías durante la Segunda Guerra Mundial... y determinar en qué medida se restituyeron los activos a sus propietarios después de la guerra".
El 15 de mayo de 1998, el primer ministro de Noruega, Kjell Magne Bondevik, propuso 450 millones de coronas noruegas como presupuesto a destinar. 
El 11 de marzo de 1999, el parlamento noruego (Stortinget) votó a favor de aceptar la propuesta de los 450 millones de coronas. La compensación se dividió en dos partes: una  individual y otra colectiva. La colectiva, por un total de 250 millones de coronas, se subdividió en tres:
Fondos para sostener a la comunidad judía en Noruega (NOK 150 millones);
Apoyo para el desarrollo fuera de Noruega de las tradiciones y la cultura que los nazis querían exterminar. El dinero será distribuido por una fundación, donde los miembros del comité ejecutivo debe ser nombrado uno por el Gobierno noruego, el Parlamento noruego, la comunidad judía de Noruega, y el Congreso Judío Mundial / Organización Mundial Judía de Restitución. Eli Wiesel fue sugerido para dirigir el comité ejecutivo (NOK 60 millones).
También existe una sociedad para el Judaísmo Progresista ubicado en Oslo. La Sociedad para el Judaísmo Progresista en Noruega (PJN) organiza mensualmente Potluck Shabat celebraciones, y semanalmente parashá de estudios.
Algunos judíos prominentes de Noruega son el expresidente del Stortinget (Parlamento noruego), Jo Benkow; Leo Eitinger y Berthold Grünfeld, que se observaron los psiquiatras, Robert Levin.

## Antisemitismo en Noruega
Los principales partidos políticos noruegos rechazan frontalmente el antisemitismo, que ha quedado reducido a círculos privados.
Shechita, ritual de matanza judío, fue prohibido en Noruega desde 1929, antes que lo fuera en la Alemania nazi, justificada por motivos de bienestar animal. Sin embargo, los críticos han señalado que la caza, incluida la de ballenas por arpón, se permite de forma masiva en el país, a pesar de preocupaciones sobre el bienestar animal.
Ha habido episodios de profanación de la sinagoga en Oslo. El 17 de septiembre de 2006 fue objeto de un ataque con arma automática. Sólo unos días después se hizo público que el edificio había sido uno de los objetivos previstos por el grupo terrorista argelino GSPC.[cita requerida] La sinagoga de Oslo está bajo vigilancia continua y protegida por barreras. El 2 de junio de 2008, Arfan Qadeer Bhatti fue condenado por el ataque a ocho años la prisión preventiva por vandalismo grave. El juez no pudo encontrar pruebas suficientes de que los disparos en la sinagoga pudiesen considerarse como acto terrorista. En julio de 2006, durante la Guerra del Líbano de 2006, la congregación emitió una advertencia a sus fieles judíos para que no usaran la kipá u otros elementos de identificación en público por temor al acoso o asalto.
En diciembre de 2008, Imre Hercz presentó una denuncia a la Faglige Pressens Utvalg contra un cómico que se burló del Holocausto, pero los compañeros del cómico y la cadena de televisión respaldaron al artista, Otto Jespersen, que bromeó en la televisión nacional en su rutina semanal de la celebración de un monólogo ofensivo. El 4 de diciembre, Jespersen también dio un monólogo de sátira antisemita que terminó con: "Finalmente, me gustaría desear a todos los judíos de Noruega una feliz Navidad. No, ¿qué estoy diciendo? Si no celebran la Navidad los que crucificaron a Jesús". Jespersen ha recibido críticas por sus ataques a grupos sociales y étnicos, así como a la realeza, a políticos y a celebridades. Señaló en defensa de la TV2 monólogo que ataca a Jespersen en todas las direcciones, y que "si se toma [el monólogo] en serio, otros además de los judíos deben sentirse ofendidos".
En los últimos años se ha informado de un resurgimiento del antisemitismo en Noruega, algo que estaría alentando a los judíos a emigrar del país.